# Marcos Pizzelli
Marcos Pinheiro Pizzelli (armeniska: Մարկոս Պինեյրո Պիզզելլի) född 3 oktober 1984 i Piracicaba i Brasilien, är en brasiliansk-armenisk fotbollsmittfältare och -anfallare som för närvarande spelar för Premjer Ligasy-klubben FK Aktobe.
I maj 2008 fick Pizzelli armeniskt medborgarskap och kunde därmed börja spela för Armeniens herrlandslag i fotboll. Debuten gjorde han mot Moldavien den 28 maj 2008. Han har hittills gjort 65 landskamper och på dem gjort 11 mål.